# 獻給第三次世界大戰的勇士
《獻給第三次世界大戰的勇士》是文化大革命初期的1969年秋在紅衛兵中流行的詩文，在当时产生了广泛影响。

## 内容
全诗分为5段，240余行，作者不詳，开篇以第一視角描述了一位参加了第三次世界大战的解放軍战士在战后向自己的战友红卫兵老同学的墓前献花，由此回忆大串联、收听国防部的宣战令、在第三次世界大战中征戰歐亞非，最后随大部队一起登陆北美，攻克华盛顿，占领白宫的事跡，最后以在墓前向战友们告别結尾。

## 評價
这首诗大量吸收了1949年之后各种政治抒情诗的写作手法，不过在思想性方面學界认为其集中体现的是整个青年群体在那个时代的一种“梦境”，希望人生理想的實現可以通过“世界革命”的方式来达到，这在上山下乡的知青中是一种“下意识”，反映他们对中国现实环境的焦虑、拒绝和愤怒。也体现了老红卫兵的狂热情绪和政治幻想。